# Shining Hearts
Shining Hearts (シャイニング・ハーツ, Shainingu Hātsu) es un videojuego de rol de la serie Shining para PlayStation Portable. Otros incluyen a Shining Tears y Shining Wind. Fue adaptado a una miniserie animé llamada Shining Hearts: Shiawase no Pan.

## Jugabilidad
El jugador controla cuatro personajes de un equipo. El océano sirve en gran parte para navegar con el barco, y sirve como un hogar. Aunque empieza en un estado deteriorado, el jugador puede mejorar el barco agregándole nuevas funciones para poder viajar por las islas. El jugador puede recorrer la isla, realizar diversas actividades y progresar en misiones de la historia o misiones secundarias. El jugador puede recolectar materiales para cocinar, forjar y pezcar. También puede trabajar durante la historia para ayudar a los aldeanos en misiones para recolectar Corazones. Estos pueden ser entregados a Kaguya para ayudarla a recuperar sus emociones. Tras restaurarle sus emociones, la piedra espiritual de Kaguya libera «Llaves de Corazón», que pueden abrir puertas a nuevos mundos con nuevas historias. Los Corazones tienen un parámetro que indica qué sienten las personas por los personajes. En respuesta a sus acciones, liberan algún tipo de color con sentimientos. Al coleccionarlos, el jugador puede traer cambios al mundo, y expandir la aventura a nuevas áreas. Los Corazones pueden ser usados en batalla. Es posible usar Corazones al preparar pan en la panadería. Un método de recolectar Corazones es a través del sistema de la Mente Sobre la Emoción. Durante las conversaciones, el jugador puede elegir una respuesta durante un tiempo límite. Dependiendo de la elección, el compañero de conversación puede liberar Corazones indicando su reacción. En consecuencia, su preferencia por los personajes puede cambiar. Otro de estos sistemas se llama «Batalla MOE», un sistema de ataque grupal. El jugador obtiene la chance de emparejarse y formar grupos. Dependiendo de las elecciones, el jugador puede obtener distintos movimientos. Algunos movimientos grupales resultan en hechizos de sanación o en ataques grupales, entre otros. Los personajes emocionales pueden cambiar durante el combate. Pueden realizar ataques grupales para el jugador y liberar Corazones Rojos. Cualquier personaje no elegido liberará Corazones Azules.

## Trama

### Historia
Kaguya, una chica amnésica se despierta en la orilla y conoce al espadachín Rick. La pacífica isla de Wyndaria es invadida por piratas que buscan su pendiente. Conociendo la situación, Rick planea restaurar su memoria.

### Personajes
- Rick (リック, Rikku): Un espadachín que viajó a la deriva hasta llegar a la isla de Wyndaria. Trabaja junto a un trío de hermanas en la panadería.[2]
- Airy (エアリィ, Earii), Amil (アミル, Amiru), Neris (ネリス, Nerisu): Un trío de hermanas que trabajan en la panadería, tienen un estilo único de cocina.[2]
- Kaguya (カグヤ, Kaguya): Una chica misteriosa quien ha despertado en la orilla de la isla de Wyndaria tras la tormenta. Ha perdido la memoria y sus emociones. Poco después de conocer a Rick, los piratas buscan el pendiente que lleva Kaguya.[2]
- Rufina (ルフィーナ, Rufīna): Princesa de Wynderia. Amable y gentil, le gusta pasar el tiempo en el jardín del palacio por su interés en los tés y las hierbas. Ella se interesa mucho en Rick y su grupo.[3]
- Ragnus (ラグナス, Ragunasu): Príncipe de Wynderia y hermano mayor de Rufina. Se lo puede ver a menudo tratando las hierbas en el jardín del palacio. Actúa como guía de Rick.[3]
- Rouna (ローナ, Rōna): Criada de Rufina. Pertenece a la raza bestia. Experta con las espadas, acumula una gran cantidad de ellas bajo su vestido y en un bolso.[3]
- Xiao-Mei (シャオメイ, Shaomei): Una gata negra caprichosa, miembro de la raza bestia y de los piratas. Maneja una tienda de antigüedades. Su apodo es «Cola Negra».[4]
- Alvin (アルヴィン, Aruvin): Uno de los elfos del bosque que posee la habilidad de controlar espíritus. Conoce a Rick tras oír la advertencia de un inminente cambio en el mundo. En batalla, utiliza un arco y magia. Su deber es apoyar desde la línea de atrás con orgullo.[4]
- Melty (メルティ, Merutei): Una bruja de hielo que vive en una mansión cerca de la aldea. Como no le gusta la gente y le gusta la noche, decide quedarse adentro. Rick termina haciéndole compañía a Melty cuando busca ingredientes para crear un «helado extremo». En batalla, todos sus ataques especiales están basados en helados. Utiliza a su compañero, Sorbet, para absorber daño.[4]
- Sorbet (ソルベエ, Sorubee): El espíritu familiar de Melty.[4]
- Dylan (ディラン, Deiran): El capitán de un grupo de piratas, los Bucaneros del Arco.[2]
- Mistyral (ミストラル, Misutoraru): Una mujer pirata.[2]
- Maxima Enfield (マキシマ, Makishima)[5]
- Queen (クイーン, Kuīn): Compañera robot de Kaguya.[5]

## Desarrollo y lanzamiento
La música del juego está compuesta por Hiroki Kikuta. El juego fue lanzado en Japón el 16 de diciembre de 2010. La canción titulada «Kokoro ni Todoku Uta» (心に届く詩), interpretada por Lia, fue lanzada el 15 de diciembre de 2010. La banda sonora fue lanzada el 26 de enero de 2011.